# CAGR
CAGR (англ. Compound annual growth rate) — совокупный среднегодовой темп роста. Выражается в процентах и показывает, на сколько процентов за год прирастает изучаемый параметр.
Основные преимущества показателя CAGR - простота его применения и универсальность подхода.

## Формула
{\displaystyle \mathrm {CAGR} (t_{0},t_{n})=\left({\frac {V(t_{n})}{V(t_{0})}}\right)^{\frac {1}{t_{n}-t_{0}}}-1}
где {\displaystyle V(t_{0})} - начальное значение параметра, {\displaystyle V(t_{n})} - конечное значение параметра, {\displaystyle t_{n}-t_{0}} - количество лет.

## Применение
- Расчёт средней доходности инвестиционных фондов
- Сравнение эффективности работы инвестиционных консультантов
- Сравнение исторической доходности акций, облигаций, вкладов.
- Прогнозирование будущих значений на основе ряда данных.
- Анализ поведения различных бизнес-показателей (продажи; доля рынка; затраты; производительность)